# Оскарвілл (Аляска)
Оскарвілл (англ. Oscarville) — переписна місцевість (CDP) в США, в окрузі Бетел штату Аляска. Населення — 70 осіб (2010).

## Географія
Оскарвілл розташований за координатами 60°43′24″ пн. ш. 161°47′15″ зх. д. / 60.72333° пн. ш. 161.78750° зх. д. (60.723428, -161.787508).  За даними Бюро перепису населення США в 2010 році переписна місцевість мала площу 7,14 км², з яких 6,64 км² — суходіл та 0,50 км² — водойми.

## Демографія
Згідно з переписом 2010 року, у переписній місцевості мешкало 70 осіб у 15 домогосподарствах у складі 14 родин. Густота населення становила 10 осіб/км².  Було 30 помешкань (4/км²).
Расовий склад населення:
| - 91,4 % — корінних американців - 2,9 % — білих - 1,4 % — азіатів |

До двох чи більше рас належало 4,3 %. Частка іспаномовних становила 0,0 % від усіх жителів.
За віковим діапазоном населення розподілялося таким чином: 41,4 % — особи молодші 18 років, 51,5 % — особи у віці 18—64 років, 7,1 % — особи у віці 65 років та старші. Медіана віку мешканця становила 22,5 року. На 100 осіб жіночої статі у переписній місцевості припадало 112,1 чоловіків;  на 100 жінок у віці від 18 років та старших — 105,0 чоловіків також старших 18 років.
За межею бідності перебувало 27,3 % осіб, у тому числі 11,1 % дітей у віці до 18 років та 50,0 % осіб у віці 65 років та старших.
Цивільне працевлаштоване населення становило 5 осіб. Основні галузі зайнятості: освіта, охорона здоров'я та соціальна допомога — 80,0 %, публічна адміністрація — 20,0 %.